# Hanna Krall

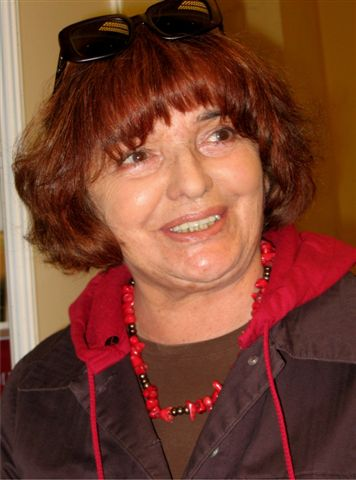
Hanna Krall, Warschau 2007

Hanna Krall (geboren 20. Mai 1935 in Warschau) ist eine polnische Schriftstellerin und Journalistin.

## Leben
Hanna Krall überlebte das Warschauer Ghetto. Ihre journalistische Tätigkeit begann sie 1955 in der Redaktion der Tageszeitung Życie Warszawy in Warschau. 1966 begann sie für das politische Wochenmagazin Polityka zu arbeiten und war von 1966 bis 1969 Auslandskorrespondentin in der Sowjetunion. Danach arbeitete sie u. a. auch für die 1989 gegründete Solidarność-Zeitung Gazeta Wyborcza. Neben ihren Reportagen, die auch in Sammelbänden erschienen, veröffentlichte sie zahlreiche Prosaarbeiten, die in zahlreiche Sprachen (auch ins Deutsche) übersetzt wurden. Ihr  Roman „Die Untermieterin“ wird teilweise als „Meilenstein der literarischen Thematisierung der Schoa“ bezeichnet. Krall hat wichtige Metaphern des Romans von Marek Edelman übernommen.

## Auszeichnungen
- 1993: Jeanette Schocken Preis
- 1999: Leipziger Buchpreis zur Europäischen Verständigung (Hauptpreis)
- 2000: Samuel-Bogumil-Linde-Preis
- 2005: Herder-Preis
- 2008: Ricarda-Huch-Preis
- 2012: Würth-Preis für Europäische Literatur[4]

## Veröffentlichungen in deutscher Sprache
- 1979: Dem Herrgott zuvorkommen – ein Tatsachenbericht. Übersetzt von Hubert Schumann; Verlag Volk und Welt, Berlin/DDR 1979 (spätere Ausgaben: Verlag Neue Kritik, Frankfurt am Main 1992, ISBN 3-8015-0252-X; Goldmann Verlag, München 1998, ISBN 3-442-72323-X)
  - 1980: Schneller als der liebe Gott. Suhrkamp, Frankfurt am Main 1980, ISBN 3-518-11023-3. (= Übersetzung des Titels Dem Herrgott zuvorkommen von Klaus Staemmler)
- 1983: Unschuldig für den Rest des Lebens – Frühe Reportagen. Verlag Neue Kritik, Frankfurt am Main 1986, ISBN 3-8015-0187-6.
- 1986: Die Untermieterin (Roman). Verlag Neue Kritik, Frankfurt am Main 1986, ISBN 3-8015-0212-0.
- 1990: Legoland. Verlag Neue Kritik, Frankfurt am Main 1990, ISBN 3-8015-0242-2.
- 1993: Tanz auf fremder Hochzeit. Verlag Neue Kritik, Frankfurt am Main 1993, ISBN 3-8015-0265-1.
- 1995: Existenzbeweise. Verlag Neue Kritik, Frankfurt am Main 1995, ISBN 3-8015-0288-0.
- 1997: Hypnose. Verlag Neue Kritik, Frankfurt am Main 1997, ISBN 3-8015-0306-2.
- 1999: Da ist kein Fluss mehr. Verlag Neue Kritik, Frankfurt am Main 1999, ISBN 3-8015-0331-3.
- 2002: Ach du bist Daniel. Verlag Neue Kritik, Frankfurt am Main 2002, ISBN 3-8015-0360-7.
- 2005: Eine ausnehmend lange Linie. Verlag Neue Kritik, Frankfurt am Main 2005, ISBN 3-8015-0377-1.
- 2007: Herzkönig. Verlag Neue Kritik, Frankfurt am Main 2007, ISBN 978-3-8015-0388-8.
- 2012: Rosa Straußenfedern. Verlag Neue Kritik, Frankfurt am Main 2012, ISBN 978-3-8015-0400-7.